# Álvaro V van Kongo
Álvaro V van Kongo, ook bekend als Álvaro V Mpanzu a Nimi, was korte tijd Mwene Kongo van het koninkrijk Kongo in 1636.

## Levensloop
De koning behoorde tot het huis Kimpanzu. Hij was een neef van de oprichters van het Huis Kinlaza, dat later tot aan de Kongolese burgeroorlog over het koninkrijk zou heersen. Álvaro V kwam aan de macht na de vergiftiging van de jonge koning Álvaro IV.
Gedreven door jaloezie over de groeiende invloed en populariteit van de toekomstige Álvaro VI en diens broer, verzamelde koning Álvaro V een leger om tegen hen op te trekken. Hij werd echter verslagen. De broers spaarden zijn leven en lieten hem op de troon blijven.
Zes maanden later ondernam hij een tweede poging om hen uit te schakelen, maar ook deze mislukte. Álvaro V werd daarbij gedood, waarna de troon overging op koning Álvaro VI uit het huis Kinlaza.